# Tetragnatha crassichelata
Tetragnatha crassichelata är en spindelart som beskrevs av Pater Chrysanthus 1975. Tetragnatha crassichelata ingår i släktet sträckkäkspindlar, och familjen käkspindlar. Inga underarter finns listade i Catalogue of Life.